# Hyperthermie magnétique
L'hyperthermie magnétique est une technique expérimentale de traitement du cancer, basée sur le fait que des nanoparticules magnétiques plongées dans un champ magnétique alternatif s'échauffent. Ainsi, si de tels objets sont insérés ou ciblés vers une tumeur, et que l'ensemble du patient est plongé dans un champ magnétique de fréquence et d'amplitude convenablement choisis, la température de la tumeur augmente. Ceci permet d'augmenter l'efficacité de la chimiothérapie si la température est maintenue autour de 42 à 43 °C pendant quelques heures. Ce traitement n'est testé sur l'homme qu'en Allemagne, mais de nombreux laboratoires de recherche fondamentale travaillent à l'amélioration de cette technique.

## Généralités et définitions
Une caractéristique de la plupart des matériaux magnétiques est de posséder un cycle d'hystérésis. L'aire de ce cycle correspond à une énergie qui est dissipée dans l'environnement du matériau sous forme de chaleur. C'est cette énergie qui est utilisée en hyperthermie magnétique. La puissance dissipée par un matériau magnétique soumis à un champ magnétique alternatif est le plus souvent appelée SAR (pour l'anglais : Specific Absorption Rate) et s'exprime en W/g de nanoparticules. La puissance dissipée par un matériau donné est donnée par : {\displaystyle SAR=Af}, où A est l'aire du cycle d'hystérésis et f la fréquence du champ magnétique alternatif. A s'exprime en J/g et est aussi appelé « pertes » du matériau.

L'équation ci-dessus est toujours vraie, quelle que soit la difficulté pour déterminer A. En effet, comme il le sera détaillé plus bas, A dépend d'une manière complexe des propriétés du matériau magnétique. Dans le cas de nanoparticules, A dépend de leur anisotropie magnétocristalline K, de leur forme, de leur volume V, de la température T, de la fréquence du champ magnétique alternatif, de son amplitude {\displaystyle H_{\rm {max}}} et des interactions magnétiques entre les nanoparticules.

## Influence de la taille de nanoparticules sur leur structure en domaines
La taille de nanoparticules a une forte influence sur leur structure en domaines. Les plus petites particules sont composées d'un seul domaine (mono-domaines). Les plus grosses ont plusieurs domaines leur permettant de minimiser leur énergie magnétostatique. Pour des tailles intermédiaires, elles présentent une belle structure tourbillonnaire appelée vortex. En première approximation, on peut considérer qu'une nanoparticule n'est plus monodomaine lorsque sa taille excède celle d'une paroi magnétique dans le matériau. Cette taille varie de quelques nanomètres à quelques centaines de nanomètres, suivant les matériaux. La structure en domaine des nanoparticules a une forte influence sur le mécanismes de leur renversement d'aimantation, sur leur cycle d'hystérésis, et donc sur leurs propriétés d'hyperthermie.

## Mécanismes impliqués dans le retournement de particules monodomaines
Le but de cette partie est de présenter les mécanismes qui doivent être pris en compte pour décrire le retournement de particules monodomaines. On suppose ici que ces nanoparticules possèdent une anisotropie uniaxiale.

### Renversement par mouvement brownien
En hyperthermie médicale, les nanoparticules sont dans un fluide, le sang. Dans les expériences in vitro, les nanoparticules sont aussi généralement dispersées dans un liquide et forment ainsi un ferrofluide. Elles peuvent donc se mouvoir et tourner sur elles-mêmes aléatoirement, un phénomène appelé mouvement brownien. Quand un champ magnétique est appliqué au ferrofluide, les nanoparticules effectuent une rotation physique afin de s'aligner avec le champ magnétique. Ceci est dû au couple généré par l'interaction entre le champ magnétique et l'aimantation de la particule, comme dans une boussole. Le temps qu'il faut à une nanoparticule pour s'aligner le long d'un faible champ magnétique est donné par le temps de relaxation de Brown
où {\displaystyle \eta } est la viscosité du solvant. Si un champ magnétique alternatif est appliqué au ferrofluide, c'est le retard entre la variation du champ magnétique et la variation de l'aimantation qui conduit à un hystérésis.

### Renversement par activation thermique
L'aimantation de la nanoparticule peut changer spontanément de sens sous l'influence de l'agitation thermique, un phénomène appelé superparamagnétisme. Dans ce cas, l'aimantation oscille spontanément entre ses deux positions d'équilibre. Le temps typique entre deux changements d'orientation est donnée par le temps de relaxation de Néel
où {\displaystyle \tau _{0}} est un temps d'essai, d'une valeur comprise entre 10-9 et 10-10 seconde.

### Renversement par la suppression de la barrière énergétique par le champ magnétique
L'aimantation de la nanoparticule peut aussi être retournée par l'application d'un champ magnétique suffisant pour supprimer la barrière d'énergie entre les deux positions d'équilibre. Ce phénomène est décrit par le modèle de Stoner-Wohlfarth.

### Combinaison des trois mécanismes
Dans le cas le plus général, le renversement de l'aimantation est dû à une combinaison des trois mécanismes décrits ci-dessus. Par exemple, imaginons qu'une particule monodomaine soit dans un liquide à température ambiante et qu'un champ magnétique croissant soit appliqué brusquement, avec un sens opposé à celui de l'aimantation de la nanoparticule :
1. la particule va tourner dans le fluide ;
2. la barrière d'énergie entre les deux positions d'équilibre va décroitre (de plus en plus car le champ est croissant) ;
3. quand la hauteur de la barrière d'énergie est de l'ordre de grandeur de l'énergie d'agitation thermique, l'aimantation se retourne (si la nanoparticule n'était pas déjà alignée avec le champ à cause de sa rotation physique dans le champ magnétique).

Il n'existe pas d'expression analytique décrivant le retournement de l'aimantation et les propriétés du cycle d'hystérésis dans ce cas général.

## Modèles utilisables pour les particules monodomaines
Certains modèles permettent de calculer les propriétés et l'aire du cycle d'hystérésis dans des cas particuliers.

### Le modèle de réponse linéaire
Le modèle de réponse linéaire est uniquement valide quand la réponse du matériau magnétique est linéaire en fonction du champ magnétique appliqué, et peut donc s'écrire sous la forme {\displaystyle M=\chi H}, où {\displaystyle \chi } est la susceptibilité complexe du matériau. Il est donc seulement valide quand le champ magnétique appliqué est beaucoup plus petit que le champ magnétique nécessaire pour saturer l'aimantation de la nanoparticule. Ce modèle prend en compte la relaxation de Néel et la relaxation de Brown. Il utilise pour cela un temps de relaxation moyen {\displaystyle \tau }, donné par
La composante hors-phase de l'aimantation est alors donnée par
Le retard entre le champ magnétique et l'aimantation donne alors lieu à un cycle d'hystérésis de forme elliptique et d'aire {\displaystyle A=\pi \mu _{0}H^{2}\chi ''}.

### Le modèle de Stoner-Wohlfarth et l'aire maximale
Le modèle de Stoner-Wohlfarth permet de calculer le cycle d'hystérésis de nanoparticules magnétiques pour T=0 en supposant que les particules sont immobiles dans le champ magnétique (le mouvement brownien est donc négligé) et sans interaction magnétique. Son intérêt est de prédire l'« aire maximale » pour des particules indépendantes ayant des propriétés données. En effet, l'énergie thermique ou le mouvement brownien ne peuvent que diminuer l'aire du cycle d'hystérésis (voir plus loin).

Le modèle de Stoner-Wohlfarth prédit que le champ coercitif pour T=0 d'une assemblée de nanoparticules ayant des axes d'anisotropie orientés aléatoirement dans l'espace est donné par
et que l'aire du cycle d'hystérésis est approximativement {\displaystyle A=2\mu _{0}M_{S}H_{C}(0)}.

### Extensions du modèle de Stoner-Wohlfarth pour prendre en compte la température et la fréquence
Des extensions du modèle de Stoner-Wohlfarth ont été réalisées afin d'inclure l'effet de la température et de la fréquence sur le cycle d'hystérésis. Ces extensions ne sont valides que quand l'effet de la température et de la fréquence sont faibles c'est-à-dire lorsque {\displaystyle f>>1/\tau _{N}}. Des simulations numériques ont montré que, dans ce cas, l'expression du champ coercitif pour des nanoparticules orientées de manière aléatoire devient,
On peut voir d'après cette expression que l'effet de la température est de réduire le champ coercitif des nanoparticules.

## Mécanismes impliqués dans l'aimantation de nanoparticules multi-domaines
Dans des particules multi-domaines, les ingrédients pour décrire le renversement d'aimantation sont la nucléation de nouveaux domaines et la propagation de parois de domaine. Ces deux mécanismes sont fortement influencés par les défauts structuraux à la surface ou à l'intérieur des nanoparticules, ce qui rend difficile les prédictions quantitatives de la forme et de l'aire des cycles d'hystérésis à partir de paramètres intrinsèques des nanoparticules.

## Modèles utilisables pour des particules multi-domaines
À faible champ magnétique, le cycle d'hystérésis est un cycle de Rayleigh. Dans ce cas, l'aire du cycle est
où {\displaystyle \eta } est la constante de Rayleigh.

## Les mesures d'hyperthermie: expériencesin vitro
Les mesures d'hyperthermie in vitro consistent à placer une solution colloïdale de nanoparticules dans un calorimètre et dans un champ magnétique haute-fréquence, et à mesurer l'élévation de température. À partir de la masse de nanoparticules et de la capacité calorifique de la solution colloïdale, on déduit la valeur du SAR des nanoparticules.

### Production d'un champ magnétique haute-fréquence
Les expériences d'hyperthermie se font à un champ magnétique d'environ 100 kHz et 20 mT. Deux méthodes peuvent être utilisées pour produire un champ magnétique haute-fréquence : utiliser une bobine ou utiliser un électro-aimant. Pour la bobine, la méthode la plus simple consiste à utiliser un four à induction, qui utilise précisément un champ magnétique haute-fréquence pour chauffer des matériaux. Les fours à induction sont cependant le plus souvent conçus pour travailler à une seule fréquence et nécessitent un système de refroidissement à l'eau. Il est aussi possible de concevoir des électroaimants ou des bobines pouvant travailler à différentes fréquences à condition d'utiliser des condensateurs variables. Il est aussi possible de se passer d'un système de refroidissement à eau à condition de concevoir des bobines ou des électroaimants à base de fil de Litz.

### Mesure de la température et arfacts possibles
Un thermomètre à résistance de platine ou une thermistance s'auto-échauffe dans un champ magnétique haute-fréquence, ce qui conduit à de mauvaises mesures de température. En hyperthermie, on peut mesurer convenablement la température à l'aide d'un thermomètre à alcool ou d'un thermomètre à fibre optique.

Un ferrofluide chauffé par un champ magnétique extérieur est sujet à des phénomènes de convection, ce qui entraîne une inhomogénéité de la température dans le calorimètre. Mélanger la solution colloïdale à la fin d'une mesure ou utiliser plusieurs sondes dans un même calorimètre peut permettre une mesure juste de la température.

## Matériaux pour l'hyperthermie magnétique

### Nanoparticules d'oxyde de fer
Les nanoparticules les plus utilisées en hyperthermie sont les nanoparticules d'oxydes de fer (magnétite et maghémite). Des particules similaires sont utilisées en tant qu'agents de contraste en imagerie par résonance magnétique (IRM). Elles sont dans ce contexte appelées SPION, pour Superparamagnetic Iron Oxide Nanoparticles. L'intérêt principal de ces nanoparticules est leur biocompatibilité et leur résistance à l'oxydation. Les nanoparticules présentant les aires A les plus élevées sont pour l'instant des particules synthétisées par des bactéries magnétotactiques, avec A = 2,3 mJ/g. Des nanoparticules synthétisées par voie chimique atteignent A = 1,5 mJ/g.

### Nanoparticules magnétiques
L'aimantation plus élevée des nanoparticules métalliques de Fe, Co ou FeCo par rapport aux oxydes de fer permet d'accroitre les valeurs de SAR qui peuvent être atteintes en hyperthermie. Il a été mesuré A = 1,5 mJ/g dans des particules de FeCo, A = 3,25 mJ/g dans des nanoparticules de Co et A = 5,6 mJ/g dans des nanoparticules de fer. Le principal problème avec les nanoparticules métalliques concerne leur protection contre l'oxydation et leur éventuelle toxicité.

## Expériencesex vivo
Les expériences ex vivo en hyperthermie nécessitent de faire absorber des nanoparticules magnétiques à des cellules tumorales, à les placer dans un champ magnétique alternatif, et à tester leur taux de survie par rapport à des cellules qui subissent le même traitement mais n'absorbent pas de nanoparticules.

## Expériencesin vivo

### Essais cliniques
Le seul système permettant de traiter des humains par hyperthermie magnétique a été développé au Charité Medical School de Berlin. L'équipe d'Andreas Jordan dans cette hôpital a effectué des essais cliniques sur des patients atteints de cancer de la prostate.